# Hastur
Hastur, även kallad "Den onämnbare" (The Unspeakable) och "Han som inte bör nämnas" (He Who is Not to be Named), är en fiktiv gudalik varelse i Cthulhu-mytologin.
Namnet Hastur lånade H. P. Lovecraft till sina noveller från Robert W. Chambers som i sin tur hade lånat det från Ambrose Bierce. Lovecraft läste 1926 Chambers novellsamling Kungen i gult (1895) och blev så hänförd av den att han nämnde Hastur i en av sina noveller, "The Whisperer in Darkness".
I Bierces korta novell "Haita the Shepherd" (1891) är Hastur fåraherdarnas gud som är mycket mer tolerant och välvillig än varelsen som August Derleth använde i sina berättelser. I "The Repairer of Reputations" (1895) är Hastur namnet på en stad och i "The Demoiselle D'Ys" (1895) en potentiellt övernaturlig betjänt.
Det är oklart om Lovecrafts Hastur var en person, en plats, ett föremål eller en varelse. Derleth lät Hastur vara en av de stora äldre (Great Old One), Yog-Sothoths avkomma och teoretiskt Magnum Innominandum. Som denna inkarnation har Hastur flera skepnader eller avatarer:
- Frossaren långt bort (The Feaster from Afar)
- Kungen i gult (The King in Yellow)
- Överprästen som inte bör benämnas (The High Priest Not to Be Described), bär en gul sidenmask

Hastur visar sig även som en stor varelse liknande en bläckfisk, i likhet med sin halvbrors dotter Cthylla.